# Альберт фон дер Гольц
Граф Альберт фон дер Гольц (нім. Albert Graf von der Goltz; 24 червня 1893, Гайнріхсфельде — 16 березня 1944, Одеса) — німецький офіцер, оберст резерву вермахту (1 грудня 1943). Кавалер Лицарського хреста Залізного хреста з дубовим листям.

## Біографія
Учасники Першої світової війни, служив у кавалерії. В 1919 році демобілізований. В серпні 1939 року призваний у вермахт, командир роти 9-го піхотного полку. Учасник Польської і Французької кампаній. З кінця 1940 року — командир 1-го батальйону 415-го піхотного полку. Учасник німецько-радянської війни. З осені 1942 року — командир 415-го гренадерського, з серпня 1943 року — 144-го, потім 138-го гірського полку. Відзначився у боях в районі Запоріжжя. 14 березня 1944 року важко поранений в бою і евакуйований в Одесу, де помер у шпиталі.

## Нагороди
- Залізний хрест 2-го і 1-го класу
- Орден Святого Йоанна (Бранденбург), почесний лицар
- Почесний хрест ветерана війни з мечами
- Застібка до Залізного хреста
  - 2-го класу (19 травня 1940)
  - 1-го класу (28 червня 1940)
- Лицарський хрест Залізного хреста з дубовим листям
  - лицарський хрест (7 травня 1942)
  - дубове листя (№316; 2 листопада 1943)
- Медаль «За зимову кампанію на Сході 1941/42»
- Відзначений у Вермахтберіхт
  - «В оборонних боях на південний схід від Запоріжжя відзначились 138-й єгерський полк під командуванням оберстлейтенанта графа фон дер Гольца, танкова група під командуванням майора фон Гаца, а також 243-й загін штурмових гармат і 721-й загін мисливців за танками.» (3 жовтня 1943)